# Charles Münch

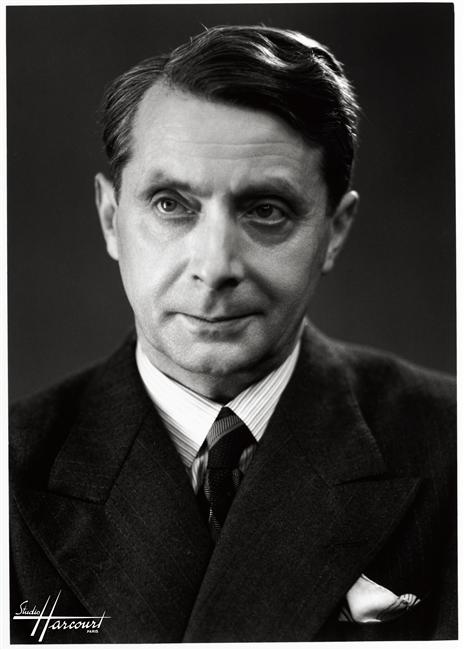
Charles Münch in 1939

Charles Münch (naam ook gespeld zonder umlaut als Charles Munch; Straatsburg, 26 september 1891 - Richmond (Virginia), 6 november 1968) was een Frans dirigent en  violist afkomstig uit de Elzas. Hij is bekend geworden om zijn uitvoeringen van Franse orkestmuziek, onder andere als dirigent van het Boston Symphony Orchestra.

## Opleiding en periode in Frankrijk
Münch werd geboren in Straatsburg, Elzas-Lotharingen, toen nog deel van Duitsland en sinds 1919 deel van Frankrijk. Hij was de zoon van de organist en koordirigent Ernst Münch en was de vijfde in een gezin van zes kinderen. Zijn broer was de dirigent Fritz Münch en zijn neef de dirigent en componist Hans Münch. Hoewel hij aanvankelijk treinmachinist wilde worden, ging hij viool studeren aan het conservatorium van Straatsburg. Zijn vader Ernst gaf orgelles aan dit Conservatorium. Hij dirigeerde ook een orkest met zijn zoon Charles bij de tweede violen.
Na het behalen van zijn diploma in 1912 ging Charles verder studeren bij Carl Flesch in Berlijn en bij Lucien Capet aan het Conservatoire de Paris. Hij werd ingelijfd in het Duitse leger tijdens de Eerste Wereldoorlog als sergeant-schutter. Hij werd bestookt met gifgas bij Péronne en raakte gewond bij Verdun.
In 1920 werd hij docent viool aan het conservatorium van Straatsburg en assistent-concertmeester van het Straatsburg Philharmonisch Orkest onder dirigent Joseph Guy Ropartz, die hoofd was van het conservatorium. In 1920 werd hij concertmeester hij Hermann Abendroths Gürzenich-orkest in Keulen. Daarna was hij concertmeester van het Gewandhausorchester in Leipzig onder Wilhelm Furtwängler en Bruno Walter in de jaren 1926-1933.
Op de leeftijd van 41 maakte hij zijn debuut als dirigent in Parijs op 1 november 1932. Münch' verloofde, Geneviève Maury (vertaalster van werk van Thomas Mann), was kleindochter van een van de oprichters van de Nestlé-chocoladefabriek en huurde zowel de zaal als het Orchestre des Concerts Straram. Münch studeerde orkestdirectie bij de Duits-Tsjechische dirigent Fritz Zweig die uit Berlijn was gevlucht terwijl hij bij de Berlijnse Kroll-opera werkte.
Naar aanleiding van dit succes, dirigeerde hij de Concerts Siohan, het Orchestre Lamoureux, het nieuwe Orchestre philharmonique de Paris, het orkest van Biarritz (zomer 1933), de Société Philharmonique de Paris (1935-1938), en het Orchestre de la Société des Concerts du Conservatoire (1937-1946). Hij werd bekend als een voorvechter van de muziek van Hector Berlioz en raakte bevriend met Arthur Honegger, Albert Roussel en Francis Poulenc. Tijdens deze jaren leidde Münch de premières van werken van Honegger, Jean Roger-Ducasse, Joseph Guy Ropartz, Roussel en Florent Schmitt. Hij werd dirigent van de Société Philharmonique de Paris in 1938 en doceerde orkestdirectie aan het Conservatoire de Paris in de jaren 1937-1945.

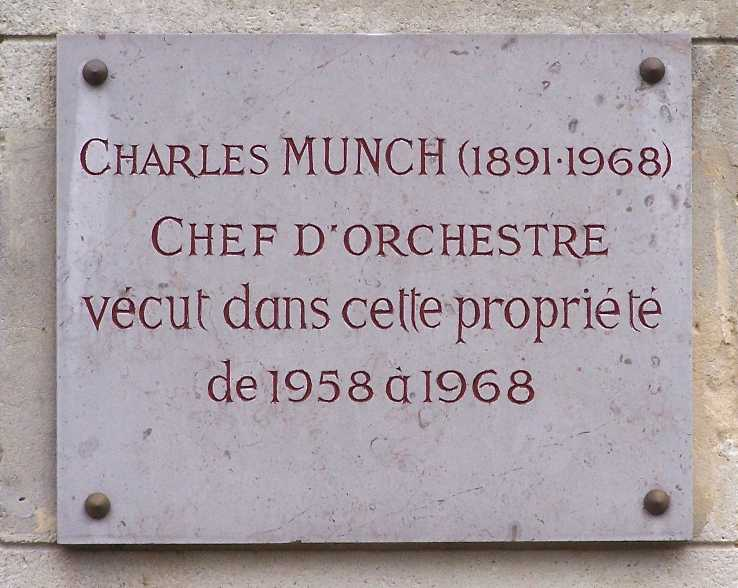
Plaquette aan Place Emile Dreux, Voisins bij Louveciennes, Yvelines, Frankrijk

Tijdens de Duitse bezetting bleef hij in Frankrijk uitvoeringen geven met het conservatoriumorkest, omdat hij geloofde dat dat de beste manier was om het moreel van het Franse volk te behouden. Hij weigerde het uitvoeren van opdrachten in Duitsland en ook weigerde hij hedendaagse Duitse werken uit te voeren. Hij beschermde de leden van zijn orkest tegen de Gestapo en droeg van zijn inkomen af aan de Franse verzet. Hiervoor ontving hij het Franse Legioen van Eer met het rode lint in 1945 en de graad van Commandeur in 1952.

### Boston
Münch maakte zijn debuut bij het Boston Symphony Orchestra op 27 december 1946. Hij was chef-dirigent van 1949 tot 1962. Münch was ook leider van het Berkshire Music Festival en het Berkshire Music Center in  Tanglewood van 1951 tot 1962. Als opvolger van de autoritaire Serge Koussevitzky werd zijn ontspannen stijl van repeteren erg gewaardeerd door de orkestleden. Hij ontving eredoctoraten van de universiteit van Boston, Brandeis University, Harvard University en de New England Conservatory of Music.
Zijn specialiteit was het moderne Franse repertoire, vooral de muziek van Claude Debussy en Maurice Ravel. Hij werd beschouwd als gezaghebbend vertolker van de muziek van Hector Berlioz. Münch voerde ook regelmatig werken uit van componisten als Bach, Haydn, Mozart, Beethoven, Schubert, Schumann, Brahms en Wagner. Tijdens zijn dertienjarige ambtstermijn in Boston maakte hij opnamen van 39 wereldpremières en 58 Amerikaanse premières, en liet het publiek kennismaken met 168 hedendaagse werken. Veertien van deze premières waren werken in opdracht van het Boston Symphony Orchestra en de Koussevitzky Music Foundation om de 75e verjaardag van het orkest in 1956 te vieren (een 15e opdrachtstuk werd nooit voltooid.)
Münch nodigde de voormalige dirigent van het Boston Symphony Orchestra Pierre Monteux als gastdirigent voor opnamen en een tournee met het orkest na een afwezigheid van meer dan 25 jaar. Onder Münch werden gastdirigenten een integraal onderdeel van de programmering van het orkest, zowel in Boston als in Tanglewood.
Münch leidde het Boston Symphony Orchestra op zijn eerste tournee door de Verenigde Staten in 1953. Hij werd hun eerste dirigent op een buitenlandse tournee: Europa in 1952 en 1956, en Oost-Azië en Australië in 1960. Tijdens de tournee van 1956 was het orkest het eerste Amerikaanse orkest dat speelde in de Sovjet-Unie.
Het Boston Symphony Orchestra maakte onder Münch een serie opnamen voor RCA Victor in de jaren 1949-1953 in mono en later (1954-1962) in zowel mono- als stereoversies.
Delen van de repetities onder Leonard Bernstein, Koussevitzky en Münch werden uitgezonden op het NBC Radio Network in de jaren 1948-1951 en 1955-1957. Vanaf 1951 werden optredens van het BSO uitgezonden via lokale radiostations in de omgeving van Boston. Vanaf 1957 werden concerten onder Münch en gastdirigenten ook regionaal, nationaal en internationaal verspreid door het Boston Symphony Transcription Trust. Onder Münch verscheen ook het orkest voor het eerst op televisie.

### Orchestre de Paris
Münch keerde terug naar Frankrijk en werd in 1963 directeur werd van de École Normale de Musique. Hij werd ook benoemd tot voorzitter van de Guilde Française des Artistes Solistes. In de jaren zestig maakte Münch regelmatig zijn opwachting als gastdirigent in de Verenigde Staten, Europa en Japan. In 1967 stichtte hij op verzoek van de minister van Cultuur van Frankrijk, Andre Malraux, het eerste fulltime professionele Franse symfonieorkest, het Orchestre de Paris. Hij leidde hun eerste concert op 14 november 1967. Het jaar erop stierf hij aan een hartaanval in zijn hotel in Richmond (Virginia), Virginia, terwijl hij een Amerikaanse tournee met zijn nieuwe orkest. Zijn stoffelijk overschot werd in Frankrijk begraven op de begraafplaats van Louveciennes. EMI had zijn laatste uitvoeringen met dit orkest opgenomen, waaronder Ravels pianoconcert in G en gaf deze postuum uit.

## Boeken
In 1954 publiceerde Münch het boek Je suis chef d'orchestre (ik ben dirigent), een verzameling van Münch' gedachten over optreden en de rol van een dirigent. Het werd in 1955 door Oxford University Press gepubliceerd in Engelse vertaling van Leonard Burkat (I Am a Conductor). D. Kern Holoman schreef een biografie van Münch, uitgegeven door Oxford University Press in 2011.

## Opnamen
Münch' discografie is uitgebreid, zowel uit Boston op RCA Victor en van diverse Europese orkesten, onder andere op  Decca, EMI, Nonesuch, Erato en Auvidis-Valois.
Hij begon al voor de oorlog met het maken van opnamen in Parijs, voor EMI. Münch maakte vervolgens eind jaren veertig een gerenommeerde serie voor Decca Full Frequency Range Recordings (FFRR). Na een aantal opnamen met de New York Philharmonic voor Columbia begon Münch met het maken van opnamen voor RCA Victor nadat hij in Boston als dirigent was aangetreden. Hij maakte memorabele opnamen met muziek van Berlioz, Honegger, Roussel en Saint-Saëns.
Zijn eerste stereo-opname met het Boston Symphony Orchestra, in de Boston Symphony Hall dateert uit februari 1954 en betrof een volledige versie van La Damnation de Faust van Hector Berlioz, dat tegelijkertijd in mono en (experimenteel) in stereo werd opgenomen. Het volledige werk werd alleen in mono uitgebracht, de stereo-opname overleefde slechts fragmentarisch. De monoversie van deze opname werd toegevoegd aan de databank van de Library of Congress. Onder zijn laatste opnamen in Boston was een 1962 uitvoering van César Francks symfonisch gedicht Le chasseur maudit.
Terug in Parijs maakte hij platen voor Erato met het Orchestre Lamoureux. Met het Orchestre de Paris maakte hij weer opnamen voor EMI. Een aantal van Münch' opnamen zijn nog steeds verkrijgbaar, waaronder Saint-Saëns' orgelsymfonie en Ravels Daphnis et Chloé. RCA maakte een heruitgave Munch Conducts Berlioz. BMG/Japan bracht in 1998 en 2006 verschillende opnamen van Münch opnieuw uit.

## Televisie
Het Boston Symphony Orchestra onder Münch verscheen lokaal (WGBH-TV, Boston) en nationaal op televisie. NHK zond het openingsconcert van de tournee van het  Boston Symphony in Japan in 1960 uit in heel Japan. Münch verscheen ook op televisie met het Chicago Symphony Orchestra, het Tsjechisch Filharmonisch Orkest, het Hongaarse Radio- en Televisieorkest, het Orchestre National de l'ORTF, en het Orchestre de Radio-Canada. Een aantal van deze concerten zijn uitgegeven op dvd.